# Borsjtjiv
Borsjtjiv ukrainska: Борщів uttal (fil)), är en stad i Ternopil oblast i västra Ukraina.
Under andra världskriget inrättades ett judiskt getto i Borsjtjiv. De flesta av dess invånare mördades av tyska och ukrainska polisenheter.